# Ozzie of the Mounted
Ozzie of the Mounted è un film del 1928 diretto da Walt Disney. È un cortometraggio animato, il 18° con protagonista Oswald il coniglio fortunato. Fu distribuito dalla Universal Pictures il 30 aprile 1928.

## Trama
Oswald è un agente della polizia a cavallo canadese, e gli viene ordinato di catturare il criminale Pietro Gambadilegno. I due si incontrano e, dopo un rocambolesco inseguimento, Oswald riesce ad arrestare Pietro (con il fortuito aiuto di un orso).

## Edizioni home video

### DVD
Il cortometraggio è incluso nel DVD Walt Disney Treasures: Le avventure di Oswald il coniglio fortunato. Per l'occasione al film è stata assegnata una nuova colonna sonora scritta da Robert Israel. Inoltre è possibile guardare il cortometraggio con il commento audio di Jerry Beck.